# Sara Zetterlund
Sara Zetterlund, född Nordin 1820 i Körning, Nordingrå, död 14 november 1860 i Gallsäter, Skog, var en dömd svensk mördare. Hon avrättades för giftmord på sin make Pehr Zetterlund. Hon var en av de sista kvinnor som avrättades i Sverige.

## Biografi
Sara växte upp i upp i Roted, Ullånger. Hon gifte sig i Gallsäter år 1848 med torparen Pehr Zetterlund. Pehr var 56 år och Sara 27 år gammal. Vid tidpunkten för sitt giftermål hade hon redan två barn. Parets förhållande var fullt av konflikter, bland annat på grund av det faktum att Pehr inte kunde acceptera att Sara redan hade barn före giftermålet. 
Konflikterna resulterade i att paret separerade år 1852. Sara och Pehr sammanträdde samma år i en sockenstämma för att diskutera familjens levnadsituation, då Sara ensam hade svårt att försörja sig och barnen.
Citat ur protokollet från Sockenstämman:
"Efter det åtskillige klagomål ingått öfver det förhållande, som eger rum emellan Torparen P. Zetterlund i Gallsäter och dess hustru i Gallsäter, så ock då särskildt anmält blifvit, hurusom Zetterlund, hvilken, oaktadt arbetsförtjenster såväl under förliden vinter, sistlidne sommar som denna höst af honom uppburits, icke egnade sin hustru och sina barn någon den minsta omsorg, utan äfven numera öfvergifvit sitt hem och sedan någon tid haft sin bostad hos för stöld straffade Inhysesmannen Johan Nilsson i ofvannämnda by; hade Socknestämman efter pålysning , äfven till föremål att närmare utröna huruvida sådane klagomål vore med sanna förhållandet enliga, hvarjemte man ansett sig böra gå i författning om (vid sammanträdetet ej närvarande) hustru Zetterlunds och dess barns försörjande.
Socknemännen härom tillspordes, icke allenast vitsordade till alla delar dessa förhållanden utan förklarade tillika enhälligt närvarande P. Zetterlund dess (sin) harm öfver hans omänskliga känslolöshet för de sina. Likwäl och som föreställningen i denna och redan förut visat sig helt och hållet overksamma under det Zetterlund – tid efter annan – dels från sitt hus bevisligen bortfört och förskingrat största delen af dess och sin hustrus lösöre och husgeråd, dels ock förfarit de handlingar som angå utarrenderingen av dess torplägenhet m.m. och hvaraf Zetterlund icke unnat sina barn det allra minsta till kläder och underhåll; ty ville, i likhet med Zetterlunds hustru, alla i Sockenstämman, till ett talrikt tal församlade, enhälligt och med en röst hafva till pastoratet anmält sin önskan det måtte förmyndare för nämnde Zetterlund ofördröjligen varda förordnad, och hvarom det uppdrogs åt nämndemannen Eric Edström i Dahla, att vid nästa lagtima ting i vederbörlig ordning förfara."
Stämman beslutade att nämndemannen Eric Edström skulle låta bygga upp ett nytt hus åt Sara och barnen, medan Pehr sattes på  gästning, vilket innebar att olika gårdar i bygden skulle turas om att inhysa honom som fattighjon.  

### Mordet
År 1859 födde Sara ytterligare ett barn utanför äktenskapet. Pehr stämde samma år Sara för horsbrott då han nu hade intyg på att Erik August inte är hans barn och ville begära skilsmässa.
Den 22 december 1859 kom Pehr på besök hos Sara och barnen och Sara bjöd honom på en nybakad rågbulle. Pehr återvände senare hem till sig. Där får han kräkningar och lägger sig i sin säng för att vila och hittas den 28 december liggande död i sin säng med uppkastningar på golvet. Enligt vittnen hade han vid hemkomsten sagt att han blivit sjuk av det han ätit hos Sara, och "wisst gaf hon mig något styggtyg".

### Häktning och dom
Efter Pehr Zetterlunds död genomsöktes Saras stuga utan att något misstänkt återfanns. Hon nekade också till brott. Hon fick närvara vid en obduktion av Pehr Zetterlund, där det fastställdes att han avlidit i arsenikförgiftning. Ett kuvert fyllt med arsenik hittades sedan i snön bakom Saras stuga. Det framkom att hon hade fått tillgång till arsenik under sitt arbete på Sandö glasbruk och förvarat det under en golvbräda, och sedan kastat det i ett kuvert i snön bakom sin stuga sedan hon använt det. Där återfanns också kuvertet. 
Zetterlund häktades den 19 januari 1860 för mord på Pehr Zetterlund, som arsenikförgiftats. Hon fördes till Härnösands länsfängelse. Den 12 mars 1860 avkunnade Nora tingsrätt dödsdomen för brottet. Under rättegången beskrevs hon av komminister Gustav Lindberg i Skogs församling som "Fräckt lättsinnig, samt noterad för den liderligaste skörlevnad".
Sara Zetterlund utnyttjade rättigheten att överklaga, men det blir avslaget och hon fick stanna i fängelset till dödsdatumet. Hon ansökte om nåd hos Sveriges konung, men nådeansökan avvisades den 11 september. Den 6 oktober fick hon veta att hon inte kunde undslippa halshuggningen.
Landshövding Gynther beslutar den 30 oktober att hennes avrättning skulle genomföras den 14 november klockan 9 på morgonen på den närmast fängelset belägna avrättningsplatsen Kallbäcken. P. N. Fougt (bosatt i Nordviks gård i Nora) skulle föra befälet på avrättningsplatsen.
Parallellt med målet mot Sara Zetterlund försiggick också ett separat mål mot drängen Jonas Jonsson från Björna, som dömdes till döden för att med yxa ha rånmördat 11-åringen Erik Ersson från Långviken, som varit på väg att betala kommunalutskylder, och Jonas Jonsson skulle komma att bli avrättad samtidigt som Sara Zetterlund.

## Avrättning
Avrättningen av Sara Zetterlund och Jonas Jonsson utfördes av Jacob Gyll och beskrevs av Sundsvallspostens skribent. Hon hade vid denna tid ett spädbarn, som hon uppgavs ha ammat samma morgon hon avrättades. Den 14 november gick Sara Zetterlund tröstfullt och modigt till stupstocken, enligt skribenten på plats: 
"En timme senare kom nästa skjuts med kvinnan. Hon var modigare än Jonas Jonsson och gick lugnt mot döden. I det hon gick från fångskjutsen emot stupstocken sjöng hon med hög röst följande psalm:
— Mina kläder klädas av o.s.v.
Hennes mod sjönk, så att rösten blev mer och mer darrande mot slutet av psalmen. Innanför spetsgården skulle fångpredikanten knyta för ögonen på henne, men hon tog själv fram ett kläde som fick användas till detta. Prästen frågade henne om hon bävade mycket för döden men hon svarade:
— Jesus är mitt liv och döden min vinning.
Hon var en vacker kvinna och hennes hår var uppsatt som en krona, så att halsen var fri.
När nu kvinnan blev nedlagd på stocken, sade hon:
— Herre Jesus, anamme du min ande.
Skarprättaren befann sig i en riskoja vid sidan av stupstocken. Där hade en glugg, genom vilken han kunde se, när hans tur blev. När han märkte att prästen nedlade henne på stupstocken, kom han smygande, tyst, och prästen hann knappt resa sig, förrän hugget ven."
Efter avrättningen gavs order om att spetsgården inte skulle röra sig förrän de döda var begravda. Det förekom ofta att åskådare trängde sig fram för att doppa näsdukar i de avrättades blod, eftersom det i dåtida folkmedicin troddes hjälpa mot sjukdomar som till exempel epilepsi, "fallandesjuka".
Zetterlund var en av de sista kvinnor som avrättades i Sverige. 1861 avrättades Maria Olsdotter i Enåker, Charlotta Larsdotter i Jönköping och Elna Olsdotter i Hörby, och 1862 Catharina Jansdotter, innan 1864 års strafflag reducerade avrättningarna i Sverige så kraftigt att bara femton personer avrättades efter det, av vilka bara en, Anna Månsdotter, var kvinna.